# Забывчивая передача
Забывчивая передача (часто сокращается как OT — oblivious transfer) — в криптографии тип протокола передачи данных, в котором передатчик передает по одной возможные части информации получателю, но не запоминает (является забывчивым), какие части были переданы, если вообще были.
Первая форма забывчивой передачи была представлена в 1981 году Михаэлем О. Рабином1. В этой форме передатчик передает сообщение получателю с вероятностью в 1/2, в то же время не запоминая, было или нет сообщение получено получателем. Забывчивый алгоритм Рабина основывается на RSA криптосистеме. Более полезная форма забывчивого протокола называется 1-2 забывчивая передача или «забывчивая передача 1 из 2», была разработана позже Шимоном Ивеном, Одедом Голдрейхом и Абрахамом Лемпелем с целью создания протокола для протоколов конфиденциального вычисления. Этот протокол впоследствии был обобщён в «Забывчивая передача 1 из n», где пользователь получал в точности 1 часть информации, а сервер не знал, какую именно; кроме того, пользователь не знал ничего об оставшихся частях, которые не были получены.
В ходе дальнейших работ забывчивые протоколы стали одной из фундаментальных и важнейших проблем в криптографии. Они рассматриваются как самая важная проблема в области шифрования из-за важности приложений, построенных на их основе. В частности, забывчивые протоколы сделали возможным существование протоколов конфиденциального вычисления.4

## Забывчивый алгоритм передачи Рабина
В забывчивом протоколе передачи данных Рабина, отправитель генерирует RSA публичные модули N=pq где p и q большие простые числа и экспоненту е взаимно простую с (p-1)(q-1). Отправитель шифрует сообщение m как me mod N.
1. Отправитель посылает N, e и me mod N получателю.
2. Получатель выбирает случайное x mod N и передает x2 mod N отправителю.
3. Отправитель находит квадратный корень y из x2 mod N и передает y получателю.

Если отправитель находит y не являющийся ни x ни -x mod N, получатель сможет факторизовать N и тем самым расшифровать me для получения m. (более подробно Криптосистема Рабина)
Однако, если y равно x или -x mod N получатель не будет иметь информации о m. Так как каждый квадратичный вычет по mod N имеет 4 квадратных корня, шанс что получатель расшифрует m равен 1/2.

## Забывчивый протокол 1 к 2
В данной версии протокола, отправитель посылает два сообщения m0 и m1, а получатель имеет бит b, и хотел бы получить mb, без того что бы отправитель узнал b, в то же время отправитель хочет быть уверенным в том, что получатель получил только одно из двух сообщений.5
1. Отправитель имеет два сообщения, {\displaystyle m_{0},m_{1}}, и хочет отправить одно единственное получателю, но не хочет знать какое из них именно он получит.
2. Отправитель генерирует пару ключей RSA, содержащие модули {\displaystyle N}, публичную экспоненту {\displaystyle e} и скрытую {\displaystyle d}.
3. Отправитель так же генерирует два случайных значений {\displaystyle x_{0},x_{1}} и отсылает их получателю вместе с публичными модулями и экспонентой
4. Получатель выбирает {\displaystyle b} (1, 0) и получает {\displaystyle x_{1}} если b = 1, в ином случае получает {\displaystyle x_{0}} (далее {\displaystyle x_{b}}).
5. Получатель генерирует случайное значение {\displaystyle k} и шифрует {\displaystyle x_{b}} рассчитывая {\displaystyle v=(x_{b}+k^{e})\mod N}, которые возвращает отправителю.
6. Отправитель не знает какое из {\displaystyle x_{0}} и {\displaystyle x_{1}} выбрал получатель, и пытается расшифровать оба случайных сообщения, получая два возможных значения {\displaystyle k}: {\displaystyle k_{0}=(v-x_{0})^{d}\mod N} и {\displaystyle k_{1}=(v-x_{1})^{d}\mod N}. Одно из них будет соответствовать {\displaystyle k}, будучи корректно расшифрованным, тогда как другое будет случайным значение, не раскрывающем никакой информации о {\displaystyle k}.
7. Отправитель шифрует оба секретных сообщения с каждым возможным ключом {\displaystyle m'_{0}=m_{0}+k_{0}}, {\displaystyle m'_{1}=m_{1}+k_{1}} и посылает их оба получателю.
8. Получатель знает какое из двух сообщений может быть расшифровано с помощью {\displaystyle k}, и он получает возможность расшифровать только одно сообщение {\displaystyle m_{b}=m'_{b}-k}

## Забывчивый протокол 1-из-nи забывчивый протоколk-из-n
Забывчивый протокол 1-из-n и забывчивый протокол k-из-n может быть определён как обобщение забывчивого протокола 1-из-2. Отправитель имеет n сообщений, а получатель — индекс i; получатель желает получить только i-е сообщение из списка, без того что бы отправитель узнал i, а получатель получил только это сообщение.6
В дальнейшем этот тип протоколов был обобщён до k-из-n, где получатель получает набор из k из n коллекции сообщений. Набор из k сообщений может быть получен одновременно, или же они могут быть запрошены по порядку, где каждый следующий запрос основан на предыдущем запросе.